# Baby Boy da Prince
Lawrence Cennett (Nova Orleães, Louisiana, Estados Unidos em 1986) é um rapper norte-americano conhecido pelo nome artístico de Baby Boy da Prince. A carreira no rap iniciou com 16 anos pela No Limit Records na cidade natal dele. Ele foi o primeiro a assinar com a gravadora Take Fo' Record em 2002, com o álbum de estréia "Like Dat". O nome "Baby Boy" foi dado para ele pelo empresário dele Melvin e ele tinha sempre se chamou de "Da Prince". Baby Boy da Prince é o irmão dos rappers Choppa e Brittany Ni'Cole (Lil' Brittany).

## Discografia

### Álbuns
- 2007: Across the Water

### Singles
| Ano  | Canção                                  | Posições nos gráficos | Posições nos gráficos | Posições nos gráficos | Álbum            |
| Ano  | Canção                                  | U.S.                  | U.S. R&B              | U.S. Rap              | Álbum            |
| ---- | --------------------------------------- | --------------------- | --------------------- | --------------------- | ---------------- |
| 2007 | "The Way I Live" (featuring Lil Boosie) | 21                    | 85                    | 11                    | Across the Water |
| 2007 | "Naw Meen" (featuring Mannie Fresh)     | —                     | —                     | —                     | Across the Water |